# اثرات اقتصادی تغییرات اقلیمی

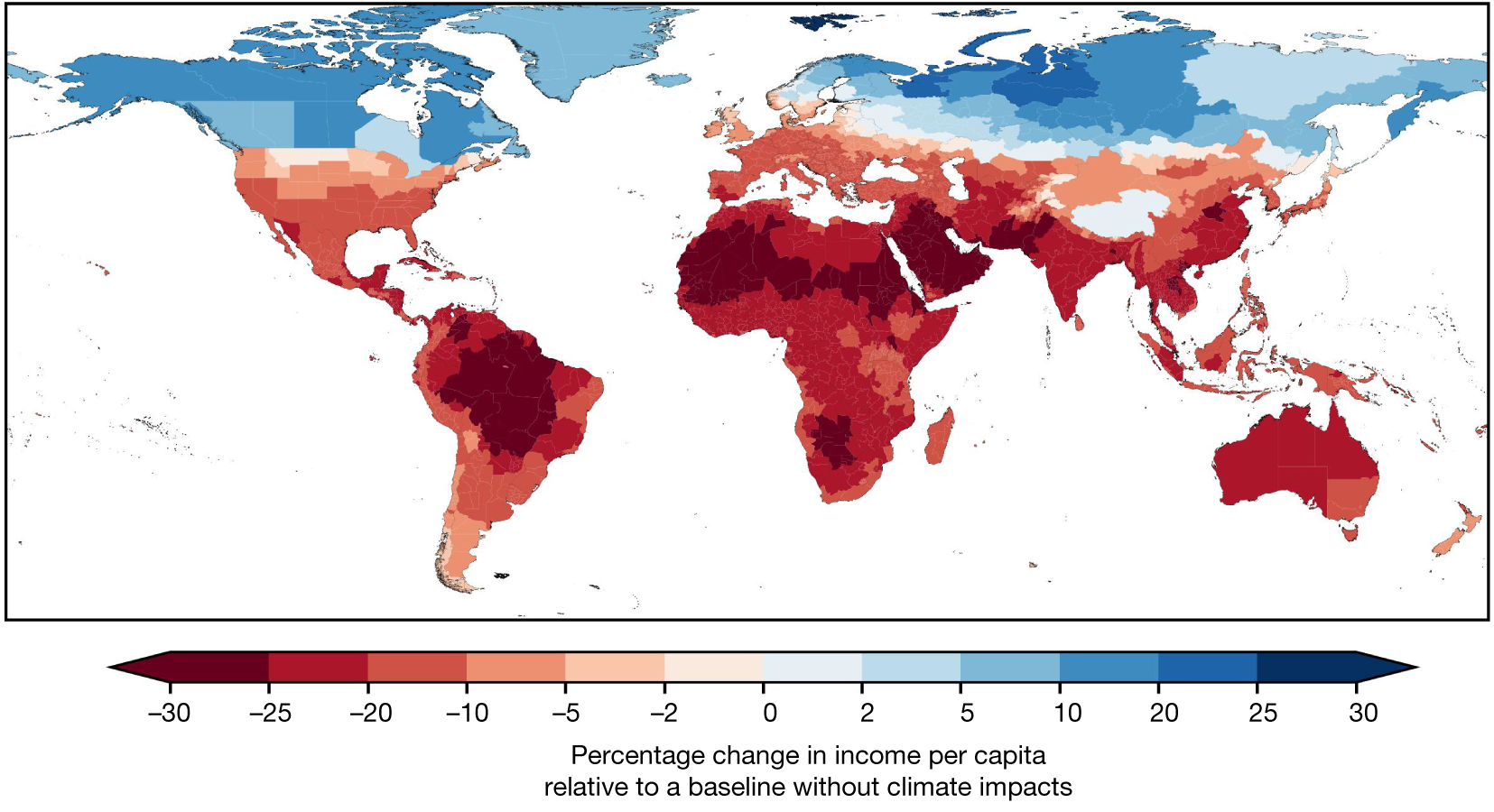
تخمین از دست دادن یا افزایش درآمد متوسط برای هر نفر تا سال ۲۰۵۰ به دلیل تغییرات آب و هوایی، در مقایسه با یک سناریوی بدون تأثیر آب و هوا (رنگ قرمز نشان دهنده ضرر، رنگ آبی افزایش را نشان می‌دهد).

اثرات اقتصادی تغییرات اقلیمی از نظر جغرافیایی متفاوت و پیش‌بینی دقیق آن دشوار است. پژوهشگران هشدار داده‌اند که پیش‌بینی‌های اقتصادی فعلی اثرات تغییرات اقلیمی را نادیده می‌گیرند و به همین خاطر به مدل‌های جدیدی نیاز است که تصویر دقیق‌تری از آسیب‌های احتمالی ارائه دهند. با این حال، مطالعه‌ای در سال ۲۰۱۸ نشان داده است که منافع اقتصاد جهانی در صورت اجرای استراتژی‌های موافقت‌نامه پاریس مبنی بر کاهش گازهای گلخانه (با هدف افزایشی حداکثر ۲ درجه‌ای) تا سال ۲۱۰۰ چیزی معادل ۱۷ تریلیون دلار آمریکا در سال است. طبق برآوردهای مطالعه‌ای توسط شرکت بیمه مجدد Swiss Reinsurance Company Ltd  در سال ۲۰۲۱ تغییرات اقلیمی تولید اقتصاد جهانی را ۱۱ تا ۱۴ درصد و به میزان ۲۳ تریلیون دلار در سال تا سال ۲۰۵۰ کاهش می‌دهد. طبق این مطالعه، اقتصاد کشورهای ثروتمند مانند ایالات متحده حدود ۷ درصد کوچکتر می‌شود و این در حالی است که اقتصاد شماری از کشورهای در حال توسعه به سمت فروپاشی می‌رود و قریب به ۲۰ تا ۴۰ درصد از تولید اقتصادی خود را از دست می‌دهند. 
زیان‌های اقتصادی در سطح جهانی نشان‌دهنده افزایش سریع هزینه‌ها به دلیل بروز رویدادهای اقلیمی شدید از دهه ۱۹۷۰ است. عوامل اجتماعی و اقتصادی در بروز روندهای آسیب‌رسان مانند افزایش جمعیت و ثروت نقش داشته‌اند. بخشی از این رشد نیز به عوامل اقلیمی منطقه‌ای وابسته است مانند تغییر در میزان بارش‌ها و وقوع سیل. کمی‌سازی تاثیر عوامل اجتماعی و اقتصادی و تغییرات اقلیمی بر روند‌های مشاهده شده بسیار دشوار است.
در یک مطالعه مدل‌سازی در سال ۲۰۱۹ مشاهده شد که تغییرات اقلیمی منجر به افزایش نابرابری اقتصادی در سطح جهان شده‌اند. کشورهای ثروتمندِ مناطق سردسیر با تأثیر اقتصادی اندکی ناشی از تغییرات اقلیمی مواجه بوده‌اند یا حتی از آن سود برده‌اند. این در حالی است که رشد کشورهای فقیرِ مناطق گرمسیر به دلیل گرمایش جهانی کاهش یافته است. بخشی از این مشاهدات از این واقعیت ناشی می‌شود که عمده انتشار گازهای گلخانه‌ای توسط کشورهای با درآمد بالا انجام می‌شود و این کشورهای کم‌درآمد هستند که باید با اثرات منفی آن دست و پنجه نرم کنند.

## توزیع تأثیرات
اثرات تغییرات اقلیمی را می‌توان به عنوان یک هزینه اقتصادی اندازه‌گیری کرد. این مسئله به طور ويژه درباره تأثیرات بازار صدق می‌کند؛ یعنی تأثیراتی که مرتبط با معاملات بازار است و به طور مستقیم بر تولید ناخالص داخلی تأثیرگذار است. محاسبه مقیاس‌های پولی تأثیرات غیر بازاری مانند تأثیرات بر سلامت انسان و زیست‌بوم دشوارتر است. سایر مشکلات مرتبط با به برآورد اثرات در ادامه آورده شده است: 
- شکاف دانش: محاسبه تاثیرات توزیعی نیازمند دانش جغرافیایی دقیق است و این موضوع یکی از منابع اصلی عدم اطمینان در مدل‌های اقلیمی است.
- آسیب پذیری: در مقایسه با کشورهای توسعه یافته، درک محدودی از تأثیرات اقلیمی بر روی بازارها در کشورهای در حال توسعه وجود دارد.
- سازگاری: سطح سازگاری سیستم‌های انسانی و طبیعی با تغییرات اقلیمی در آینده بر چگونگی تأثیرپذیری جامعه از تغییرات اقلیمی تأثیرگذار خواهد بود. ارزیابی‌های موجود ممکن است ظرفیت سازگاری را کمتر یا بیش از حد واقعی برآورد کنند که منجر به نادیده گرفتن یا توجه بیش از اندازه به تاثیرات مثبت یا منفی می‌شود.
- روندهای اجتماعی و اقتصادی: پیش‌بینی‌ها درباره سطح توسعه اقتصادی در آینده برآورد تأثیرات تغییرات اقلیمی را تحت تاثیر قرار می‌دهد و در برخی موارد، پیش‌بینی‌های متفاوت از روند توسعه منجر به بازگشت از تأثیر مثبت پیش‌بینی‌شده به تأثیر منفی پیش‌بینی‌شده (و بالعکس) می‌شود.